# Orro (Culleredo)
Orro(llamada oficialmente San Salvador de Orro) es una parroquia y una aldea española del municipio de Culleredo, en la provincia de La Coruña, Galicia.

## Etimología
Según el lingüista E. Bascuas, este topónimo Orro, atestiguado como "uilla de Orria" en 971, procedería de un tema hidronímico paleoeuropeo *orr- *'valle', derivado de la raíz indoeuropea *er- 'fluir, moverse'.

## Geografía
Orro es una pequeña parroquia del occidente del municipio de Culleredo compuesta de dos núcleos de población: Orro, situado en la vertiente alta del río Valiñas y Souto, situado en la vertiente que mira al municipio de Arteijo, con el que limita. El territorio se sitúa, por lo tanto, en un collado o portilla aprovechando un antiguo paso natural entre las tierras del amplio valle de las Mariñas coruñesas al Este, y la fachada atlántica de Arteijo al Oeste.
Al norte, la parroquia posee una amplia masa forestal en el monte da Zapateira, con lo que la mayor parte de la Urbanización Espíritu Santo y toda la Urbanización Monte de Arcas pertenecen a esta parroquia de Orro.

## Entidades de población
Entidades de población que forman parte de la parroquia:
- As Loureiras
- Fan
- Fixós
- O Codesal
- O Coto Grande
- Orro
- Pazos Figueiras
- Percelo
- Souto (O Souto)

## Demografía

### Parroquia
| Gráfica de evolución demográfica de Orro (parroquia) entre 2000 y 2019 |
|                                                                        |
| Datos según el nomenclátor publicado por el INE.                       |

### Aldea
| Gráfica de evolución demográfica de Orro (aldea) entre 2000 y 2019 |
|                                                                    |
| Datos según el nomenclátor publicado por el INE.                   |